# Antonie cel Mare

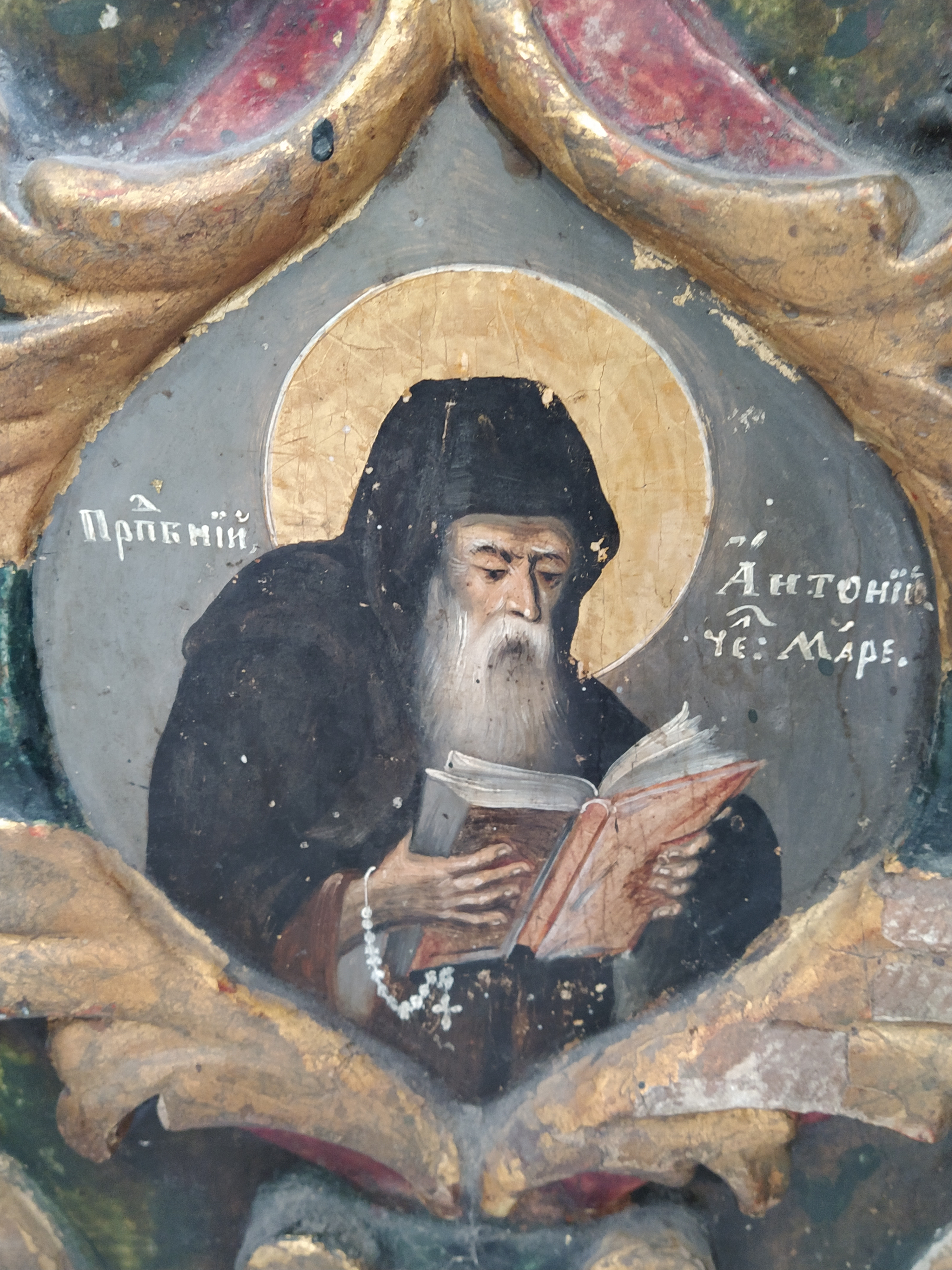
Antonie cel Mare, iconostasul Catedralei din Blaj, sec. al XVIII-lea

Antonie cel Mare (n. 251, Kome, Egipt - d. 356), a fost călugăr, ascet și eremit roman de origine egipteană, întemeietor al monahismului, alături de Pahomie cel Mare. Este considerat părintele călugărilor. Canonizat, este prăznuit de toate bisericile creștine pe data de 17 ianuarie.

## Nume
- în română mai este numit Marele Antonie sau Antonie Egipteanul. În tradiția catolică este numit Anton cel Mare, pentru a-l deosebi de celălalt sfânt Anton, anume Anton de Padova.

- în greacă este numit Ο άγιος Αντώνιος ο Μέγας

- în latină este numit Antonius Abbas, Antonius Eremita sau Antonius Magnus Eremita

## Iconografie

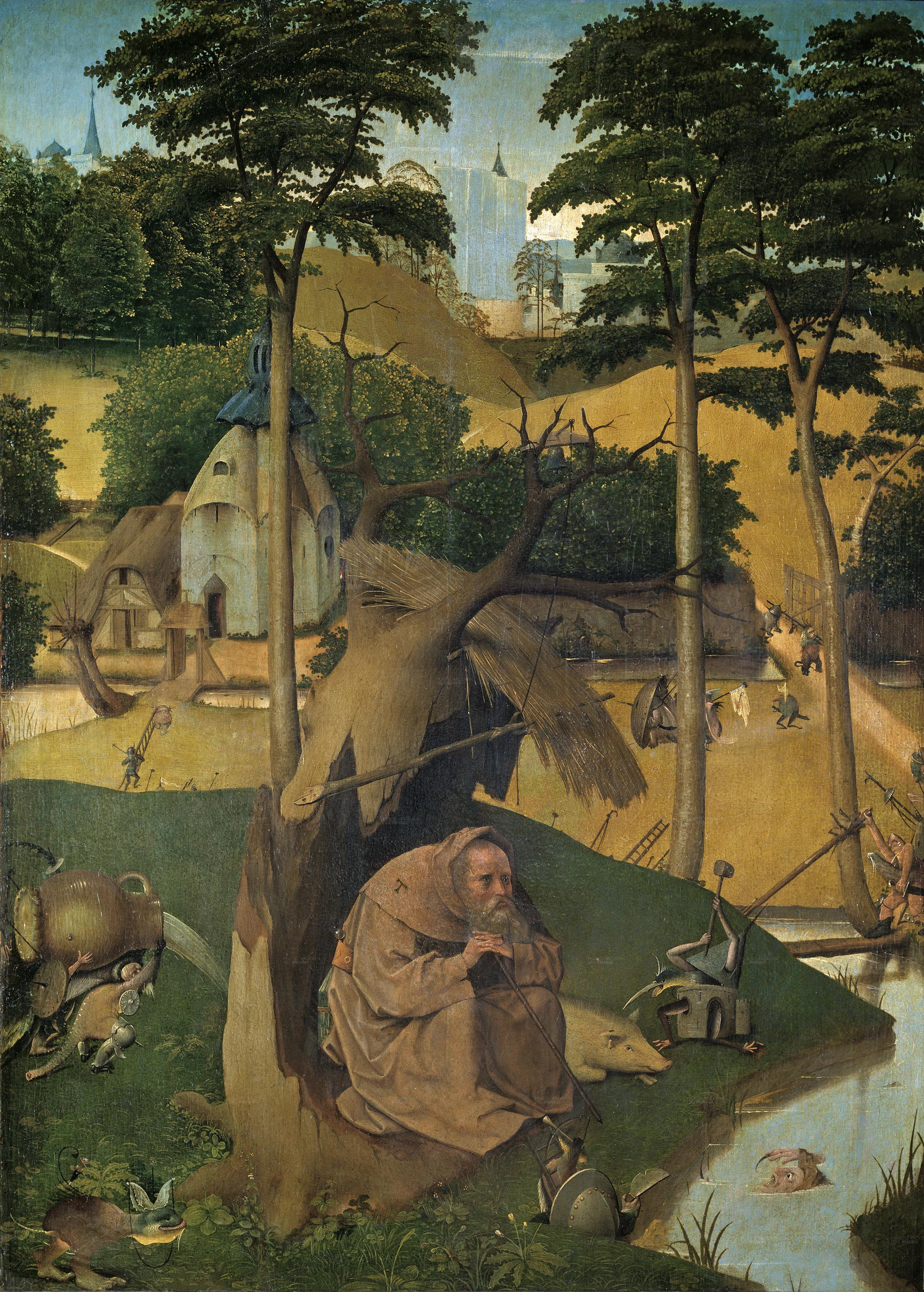
Hieronymus Bosch, "Ispitirea Sfântului Anton", ca. 1500-1525. Crucea Sfântului Anton este marcată pe umărul călugărului.

Atributul iconografic cu care este reprezentat Abba Antonie în tradiția occidentală este porcul, ca evocare a faptului că diavolul l-a ispitit luând chipul unuia sau al mai multor porci. Un alt atribut iconografic al sfântului este Crucea Sfântului Antonie, în formă de τ (tau).

## Viața
Viața lui a fost scrisă de Atanasie din Alexandria (298-373), arhiepiscop de Alexandria, Egipt, într-o carte rămasă clasică în genul ei (biografia unui călugăr), Vita Antonii - "Viața lui Antonie", scrisă la puțină vreme după moartea lui Antonie (+356), între anii 357 și 359.
Vestitul părinte al monahismului s-a născut în satul Coma din Egiptul de Sus controlat de romani în anul 251, ca fiul unor țărani creștini înstăriți. După moartea părinților săi – Antonie avea pe atunci vârsta de 20 de ani –, întrebându-se care este calea lui în viață, a auzit în biserică cuvântul Evangheliei: „Dacă vrei să fii desăvârșit, du-te de vinde ce ai, dă la săraci și vei avea o comoară în cer ! Apoi, vino și urmează-Mă” (Matei 19: 21). Antonie a primit acest cuvânt ca și cum îi era adresat lui direct și după ce și-a împărțit averea la săraci, s-a retras în singurătate. A viețuit la început într-o colibă la marginea satului natal, sub ascultarea unui alt ascet din regiune, mai vârstnic și mai experimentat, apoi succesiv într-un mormânt idolesc părăsit, o fortăreață părăsită la marginea deșertului, în locul numit Pispir, unde a și rămas timp de 20 de ani, până în 306, când ucenicii lui îl conving să părăsească acest loc de asceză. În acest moment devine părintele spiritual al multor călugări din diferitele „colonii monastice” din deșerturile Egiptului.
Către anul 310 întreprinde o călătorie la Alexandria, căutând să-i îmbărbăteze pe martirii creștini prigoniți de stăpânirea romană în timpul persecuției lui Maximin.
În anul 312 se instalează în deșertul adânc, pe muntele Kolzim (sau Kolzum / Qolzum, nu departe de malul Mării Roșii, unde se găsește azi mănăstirea care-i poartă numele). Aici trăiește până la moartea sa (356) împreună cu doi ucenici, nepărăsind locul decât pentru a-și vizita discipolii sau pentru a face o a doua călătorie la Alexandria, spre a-l susține pe Atanasie, persecutat de partidul pro-arian.

## În literatură și artele plastice
Ispitirea Sfântului Anton este o temă predilectă atât în pictură, cât și în literatură. Unul din marile romane ale lui Gustave Flaubert este Ispitirea Sfântului Anton, publicat în 1874, caracterizat printr-un realism halucinatoriu.